# 와카도시요리
와카도시요리(일본어: 若年寄)는 로주를 보좌하고 하타모토를 감독하던 에도 막부의 관직명이다.

## 개요
1633년 도쿠가와 이에미쓰의 일상 잡무를 취급하던 측근 6인(마쓰다이라 노부쓰나, 홋타 마사모리, 미우라 마사쓰구, 아베 다다아키, 오타 스케무네, 아베 시게쓰구)을 가리켜 「육인중」(六人衆)이라 부른 데에서 유래되었다. 보통 4명을 정원으로 두었으며 로주 등으로 출세하기 위해 거쳐야 할 자리로 여겨졌다.
3명에서 5명의 사람들이 와카도시요리(若年寄)의 직을 맡았다. 와카도시요리는 로주 바로 아래의 관직으로, 1662년에 관직명이 확립되었고 정식적인 관료 기구로 자리잡았다. 그들의 주요 임무는 하타모토와 고케닌 간의 일들을 처리하고 관련된 사건들을 쇼군에게 보고하는 일이었다. 와카도시요리 또한 로주와 비슷하게 쇼군이 가장 총애하는 인사들로 구성되었다. 와카도시요리 아래에는 메쓰케(目付)라는 이름의 관직이 있었다. 
어떤 쇼군들은 소바요닌이라는 관직을 임명하기도 했는데, 이는 로주와 쇼군을 이어주는 연락책 역할을 했다. 소바 요닌의 지위는 5번째 쇼군인 도쿠가와 쓰나요시 때 크게 상승하였다. 당시 와카도시요리였던 이나바 마사야스가 로주인 홋타 마사토시를 살해하자 그의 개인적인 신변을 두려워한 도쿠가와 쓰나요시가 일부러 로주들을 더욱 먼 곳으로 보냈고, 이 때문에 로주와 쇼군을 이어주는 소바 요닌의 지위가 상대적으로 상승한 것이다. 유명한 소바 요닌에는 야나기사와 요시야스와 다누마 오키쓰구 등이 있다.

## 역대 와카도시요리 목록

### 도쿠가와 이에미쓰(1623년~1651년)
- 마쓰다이라 노부쓰나(1633년 ~ 1635년)
- 아베 다다아키 (1633년-1635년)
- 홋타 마사모리 (1633년-1635년)
- 아베 시게쓰구 (1633년-1638년)
- 오타 스케무네 (1633년-1638년)
- 미우라 마사쓰구 (1633년-1639년)
- 도이 도시타카(1635년-1638년)
- 사카이 다다토모 (1635년-1638년)
- 구쓰키 다네쓰나 (1635년-1649년)

### 도쿠가와 이에쓰나(1651년~1680년)
- 구제 히로유키 (1662년-1663년)
- 쓰치야 가즈나오 (1662년-1665년)
- 도이 도시후사 (1663년-1679년)
- 나가이 나오쓰네 (1665년-1670년)
- 홋타 마사토시 (1670년-1679년)
- 마쓰다이라 노부오키 (1679년-1682년)
- 이시카와 노리마사 (1679년-1682년)

### 도쿠가와 쓰나요시(1680년~1709년)
- 홋타 마사히데 (1681년-1685년)
- 이나바 마사야스 (1682년-1684년)
- 아키모토 다카토모 (1682년-1699년)
- 나이토 시게요리 (1684년-1685년)
- 마쓰다이라 다다치카 (1685년)
- 오타 스케나오 (1685년-1686년)
- 이나가키 시게사다 (1685년-1689년)
- 오쿠보 다다마스 (1687년-1688년)
- 미우라 아키히로 (1689년)
- 야마우치 도요아키라 (1689년)
- 마쓰다이라 노부나리 (1689년-1690년)
- 나이토 마사치카 (1690년-1694년)
- 가토 아키히데 (1690년-1711년)
- 마쓰다이라 마사히사 (1694년-1696년)
- 요네쿠라 마사타다 (1696년-1699년)
- 혼다 마사나가 (1696년-1704년)
- 이노우에 마사미네 (1699년-1705년)
- 이나가키 시게토미 (1699년-1709년)
- 나가이 마오히로 (1704년-1711년)
- 구제 시게유키 (1705년-1713년)
- 오쿠보 노리히로 (1706년-1723년)

### 도쿠가와 이에노부(1709년–1712년) 및도쿠가와 이에쓰구(1713년~1716년)
- 도리이 다다테루 (1711년-1716년)
- 미즈노 다다유키 (1711년-1714년)
- 오쿠보 쓰네하루 (1713년-1728년)
- 모리카와 도시타네 (1714년-1717년)

### 도쿠가와 요시무네(1716년~1745년)
- 이시카와 후사시게 (1717년-1725년)
- 마쓰다이라 노리카타 (1723년-1735년)
- 미즈노 다다사다(1723년-1748년)
- 혼다 다다무네 (1725년-1750년)
- 오타 스케하루 (1728년-1734년)
- 고이데 히데사다 (1732년-1744년)
- 니시오 다다나오 (1734년-1745년)
- 이타쿠라 가쓰키요 (1735년-1760년)
- 도다 우지후사 (1744년-1758년)

### 도쿠가와 이에시게(1745년~1760년)
- 가노 히사미치 (1745년-1748년)
- 호리 나오히사 (1745년-1748년)
- 미우라 요시사토 (1745년-1749년)
- 홋타 마사노부(1745년-1751년)
- 아키모토 스케토모 (1747년)
- 고보리 마사미네 (1748년-1751년, 1756년-1760년)
- 고이데 후사요시 (1748년-1767년)
- 마쓰다이라 다다쓰네 (1748년-1768년)
- 사카이 다다요시(1749년-1761년, 1761년-1787년)
- 오카 다다미쓰 (1754년-1756년)
- 혼다 다다히데 (1758년)
- 미즈노 다다치카 (1758년-1775년)

### 도쿠가와 이에하루(1760년~1786년)
- 도리이 다다오키(1760년-1761년, 1762년-1781년)
- 사카이 다다카 (1765년-1788년)
- 가노 히사카타 (1767년-1786년)
- 미즈노 다다토모 (1768년-1777년)
- 마쓰다이라 다다요리 (1775년-1783년)
- 요네쿠라 마사하루 (1777년-1785년)
- 오타 스게요시 (1781년-1789년)
- 이이 나오아키라 (1781년-1812년)
- 다누마 오키토모 (1783년-1784년)
- 안도 노부나리(1784년-1793년)
- 마쓰다이라 다다요시 (1785년-1788년)

### 도쿠가와 이에나리(1787년~1837년)
- 혼다 다다카즈 (1787년-1788년)
- 아오야마 요시사다 (1788년-1791년)
- 교고쿠 다카히사 (1788년-1808년)
- 홋타 마사아쓰 (1790년-1832년)
- 다치바나 다네사카(1793년-1805년)
- 가노 히사노리 (1793년-1797년)
- 아오야마 다다히루 (1796년-1800년)
- 마쓰다이라 노리아쓰 (1798년-1806년)
- 우에무라 이에나카(1800년-1825년)
- 오가사와라 사다아쓰 (1805년-1822년)
- 미즈노 다다아키라 (1806년-1812년)
- 미즈노 다다테루 (1808년-1828년)
- 아리마 시게스미 (1812년-1819년)
- 교고쿠 다카마사(1812년-1828년)
- 나이토 노부아쓰 (1817년-1822년)
- 다누마 오키마사(1819년-1825년)
- 모리카와 도시토모(1822년-1838년)
- 마시야마 마사야스(1822년-1842년)
- 하야시 다다후사 (1825년-1841년)
- 나가이 나오스케 (1827년-1839년)
- 호리 지카시게(1828년-1841년)
- 오가사와라 나가타카 (1829년-1840년)
- 혼다 스게토시 (1832년-1841년)
- 홋타 마사히라 (1836년-1843년)
- 오오카 다다카타 (1836년-1852년)

### 도쿠가와 이에요시(1837년~1853년)
- 마쓰다이라 다다아쓰 (1838년-1854년)
- 미즈노 다다쓰라(1839년-1841년)
- 나이토 요리야스 (1840년-1841년)
- 엔도 다네노리(1841년-1851년)
- 혼조 미치쓰라 (1841년-1858년)
- 혼다 다다노리 (1841년-1860년)
- 사카이 다다마쓰 (1843년-1862년, 1863년, 1864년-1865년)
- 도리이 다다히라 (1851년-1857년)
- 모리카와 도시타미(1852년-1855년)

### 도쿠가와 이에사다(1853년–1858년) 및도쿠가와 이에모치(1858년~1866년)
- 혼고 야스카타 (1857년-1858년)
- 마키노 야스토시 (1858년-1860년)
- 이나가키 모토아쓰 (1858년-1860년)
- 안도 노부마사 (1858년-1860년)
- 스와 다다마사 (1860년-1861년, 1862년-1864년)
- 호리 유키토시 (1860년-1862년)
- 미즈노 다다키요 (1860년-1862년)
- 도야마 도모아키 (1861년-1862년, 1864년-1867년)
- 가노 히사아키라 (1861년-1862년)
- 다누마 오키타카 (1861년-1866년)
- 오가사와라 나가미치 (1862년)
- 이나바 마사미 (1862년-1864년, 1865년-1866년)
- 히라오카 미치히로 (1862년-1867년)
- 아리마 미치즈미 (1863년)
- 마쓰다이라 노리카타 (1863년-1864년, 1864년, 1865년-1866년)
- 아키즈키 다네타쓰 (1863년-1864년, 1867년)
- 다치바나 다네유키 (1863년-1868년)
- 혼다 다다토시 (1864년, 1866년-1867년)
- 도키 요리유키 (1864년-1865년)
- 마시야마 마사나오 (1865년-1866년)

### 도쿠가와 요시노부(1867년~1868년)
- 호시나 마사아리 (1866년-1867년)
- 마쓰다이라 마사타다 (1866년-1867년)
- 교고쿠 다카토미 (1866년-1868년)
- 오제키 마스히로 (1866년-1868년)
- 아사노 우지스케 (1867년)
- 도다 다다유키 (1867년)
- 가와카쓰 히로카즈 (1867년-1868년)
- 이시카와 후사카네 (1867년-1868년)
- 나가이 나오유키 (1867년-1868년)
- 히라야마 요시타다 (1867년-1868년)
- 나가이 나오코토 (1867년-1868년)
- 마쓰다이라 지카요시 (1867년-1868년)
- 다케나카 시게카타 (1867년-1868년)
- 호리 나오토라 (1867년-1868년)
- 쓰카하라 마사요시 (1867년-1868년)
- 오쿠보 다다히로 (1868년)
- 핫토리 쓰네즈미 (1868년)
- 이마가와 노리노부 (1868년)
- 아토베 요시스케 (1868년)
- 가와즈 스케쿠니 (1868년)
- 무코야마 잇파쿠 (1868년)

## 같이 보기
- 로주
- 에도 막부
- 도쿠가와 이에미쓰
- 하타모토